# أركان (شجرة)

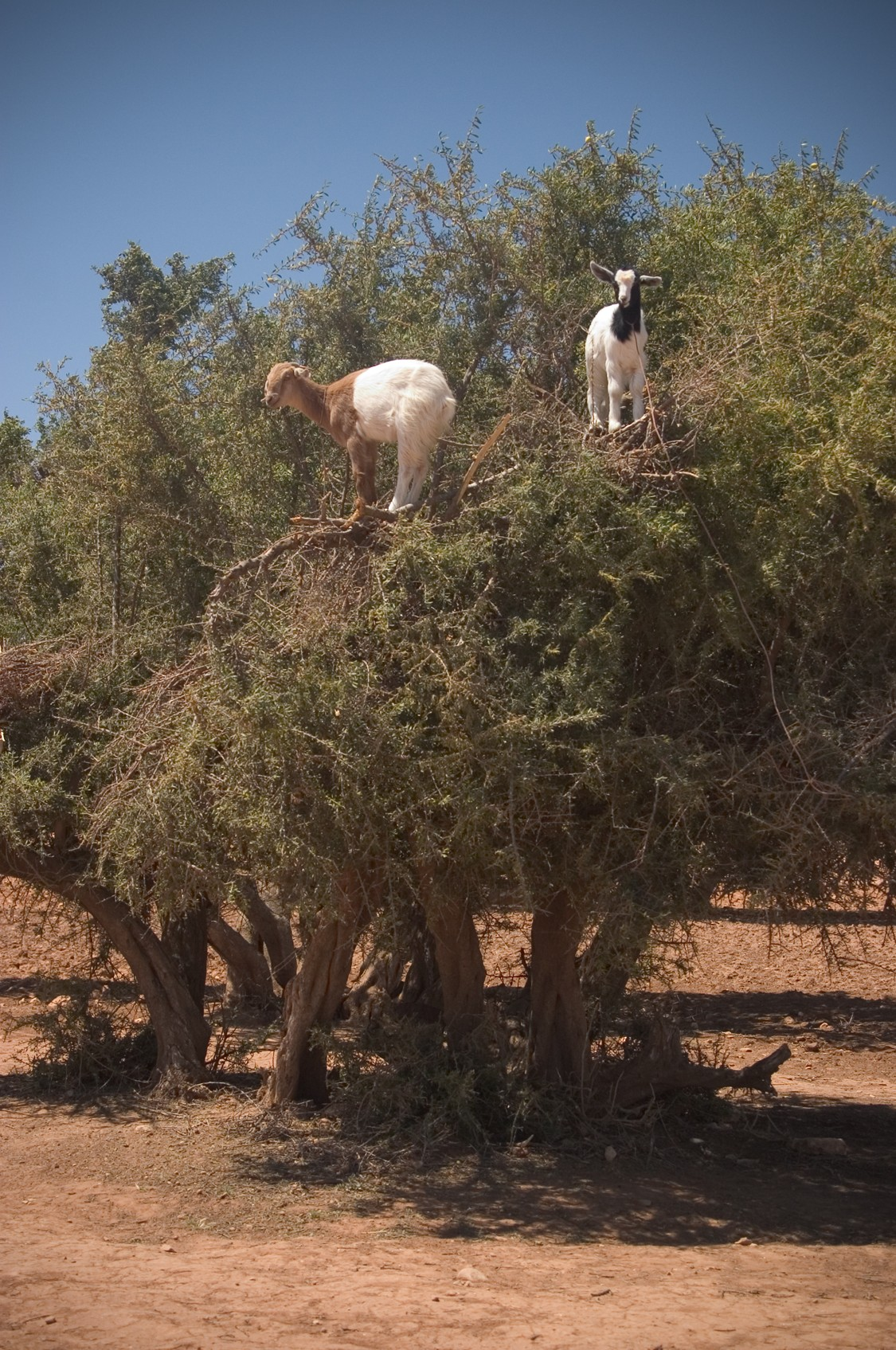
ماعز تتسلق وتأكل البذور من أشجار الأركان.

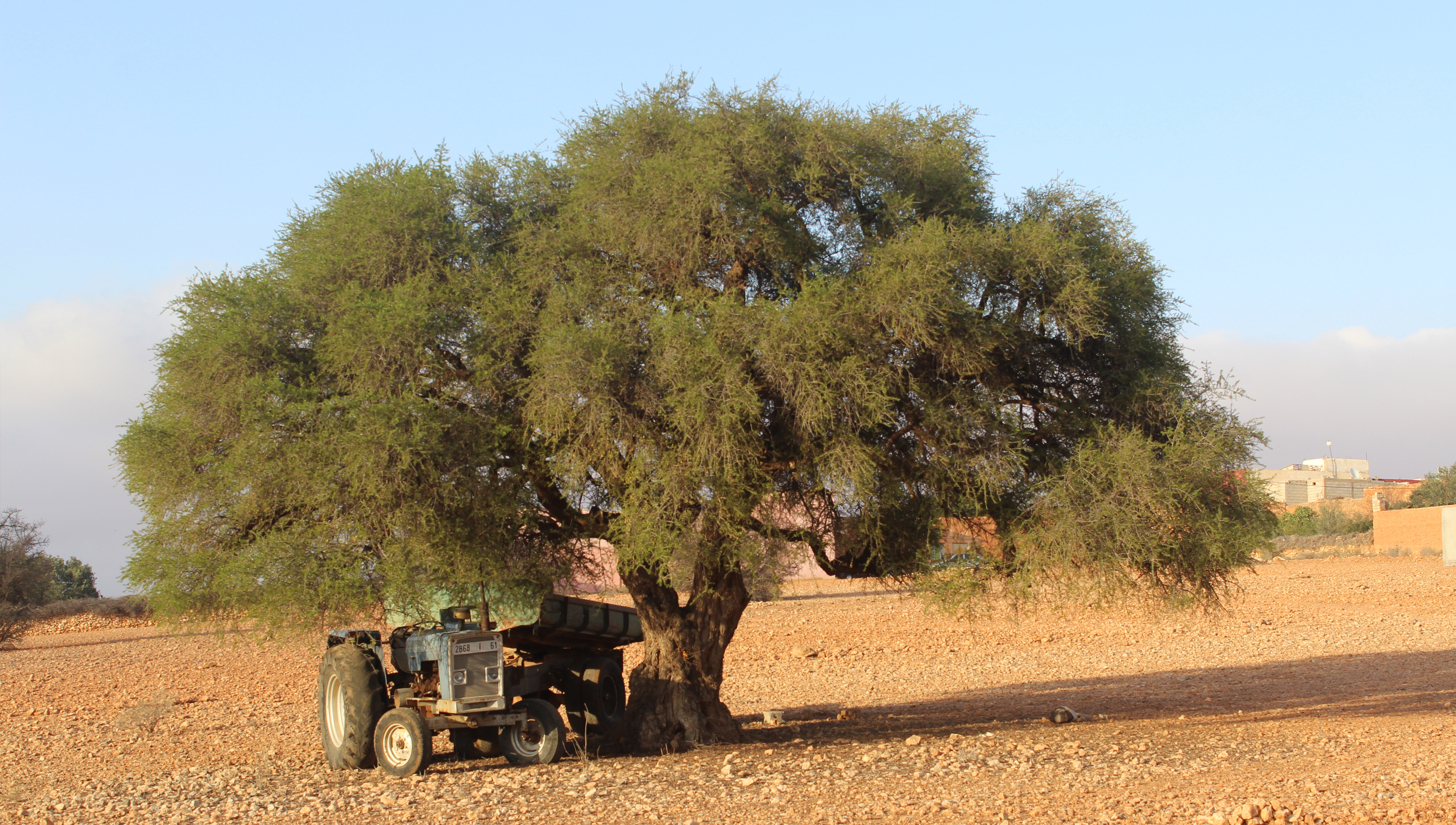
شجر الأركان بقرية إدويلا بضواحي مدينة تزنيت

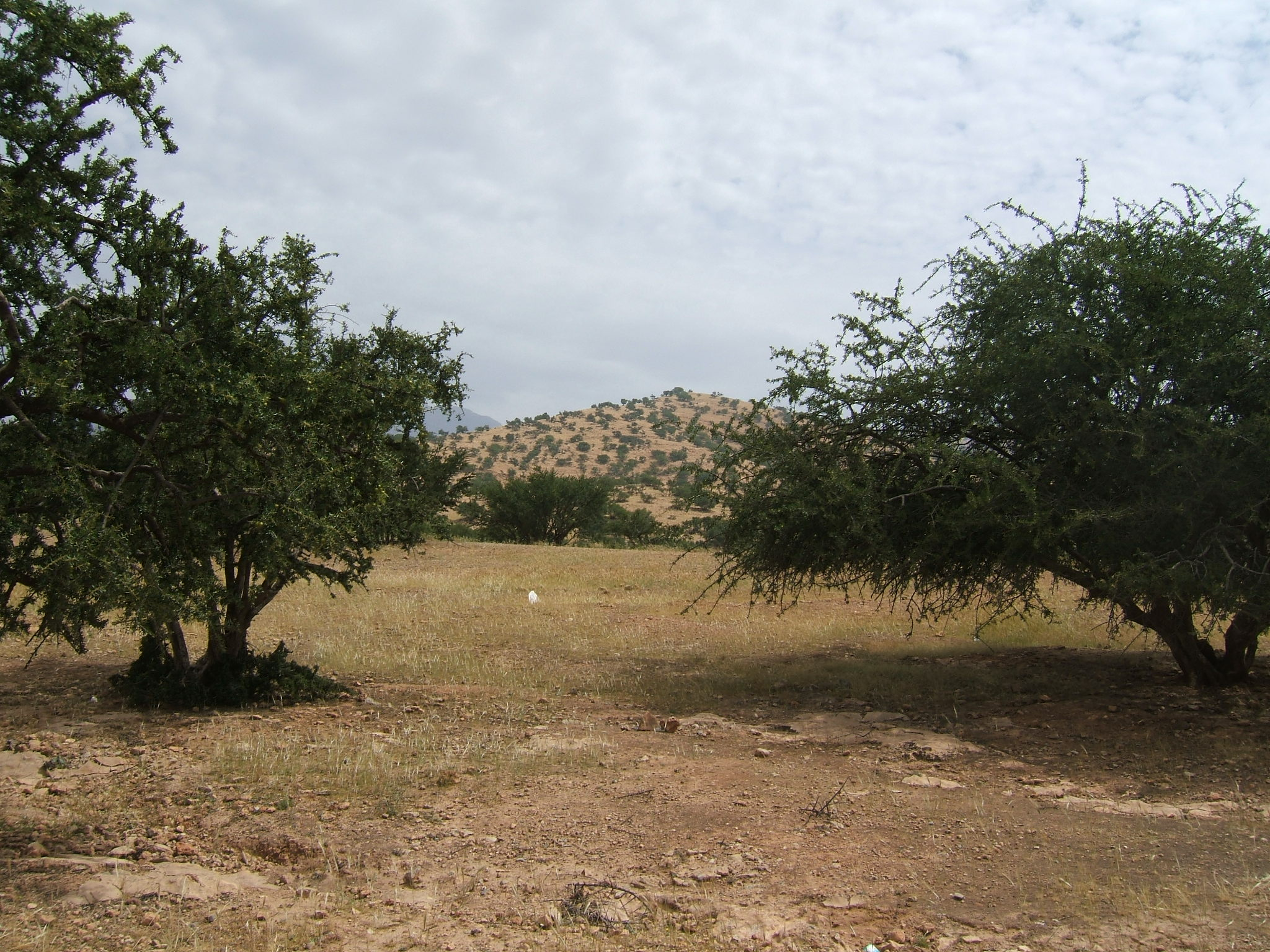
سفانا الأركان شمال غرب تارودانت

الأَرْكَانُ أو الأَرْجَانُ أو الأَرْغَانُ أو الأَرْقَانُ أو الهَرْجَانُ أو لَوْزُ البَرْبَرِ أو لوز المغرب (الاسم العلمي: Argania spinosa) شجرة مثمرة ونادة، منتشرة بالمغرب في منطقة سوس والجزائر. وتشتهر بزيتها الذي هو أندر أنواع الزيوت في العالم لكثرة فوائده، يُسمى زَيْتَ السُّودَانِ أو زَيْتَ الأَرْجَانِ أو زَيْتَ الأَرْكَانِ.

## مكان الانتشار
يذكر أن شجرة الأركان من النباتات الطبيعية التي تنمو بكثرة في الجنوب المغربي، خاصة في سوس بين الصويرة وتافراوت، وفي مناطق أخرى غيرها في المغرب لكن بعدد أقل، وتغطي آلاف الهكتارات في أكادير وتارودانت وتزنيت ومنطقة أيت بعمران و سيدي افني وشيشاوة. توجد الأركان أيضاً في جنوب غربيّ الجزائر في مناطق تندوف وأدرار وبمستغانم في غرب الجزائر والشلف. نقل يهود المغرب ثمار الأركان إلى فلسطين وحاولوا زرعها في صحراء النقب ووادي عربة. وتوجد أيضاً في المكسيك وكاليفورنيا، ولكنها غير مثمرة. تُعَمِّرُ هذه الشجرة ملايينَ السنين، ولها قدرة هائلة على مقاومة الجفاف ومحاربة ظاهرة التصحر. ويستعمل زيت الأركان الذي يستخلص بطريقة خاصة في أغراض التغذية والتجميل وبعض العلاجات الطبية، وتستعمل مخلّفاته علفاً مقوياً للماشية.

## الزراعة
كانت شجرة الأركان تنمو في شمال أفريقيا، لكنها اليوم لا تنمو إلا في جنوب غرب المغرب. يتكيف الأركان بشكل مثالي مع البيئة القاسية في المنطقة، مع القدرة على تحمل الحرارة الشديدة (أكثر من 50 درجة مئوية)، والجفاف والتربة الفقيرة. وعلى الرغم من تضاؤل أعدادها، إلا أن شجرة الأركان هي ثاني أكثر الأشجار وفرة في الغابات المغربية، حيث تعيش في المنطقة أكثر من عشرين مليون شجرة وتلعب دورًا حيويا في السلسلة الغذائية والبيئة. وتنمو جذور الشجرة عميقًا في الأرض بحثًا عن الماء، مما يساعد على ربط التربة ويمنع تآكلها. لقد قاوم جزء كبير من المنطقة زحف الصحراء الكبرى بسبب شجرة الأركان، وبالتالي فهي تلعب دورًا لا يمكن تعويضه في التوازن البيئي للمنطقة.
في المغرب، تغطي غابات الأركانية الآن حوالي 8280 كيلومترًا مربعًا فقط وتم تصنيفها كـمحمية طبيعية من اليونسكو. وقد تقلصت مساحتها بمقدار النصف تقريبًا خلال المائة عام الماضية، بسبب صناعة الفحم والرعي والزراعة المكثفة بشكل متزايد وتوسيع المستوطنات الحضرية والريفية. وقد زادت أعداد الماشية بشكل كبير، مع ظهور علامات الرعي الجائر والإفراط في الرعي في غابة الأركان. يؤدي التصفح إلى الإضرار بشكل مباشر بأشجار الأركان الناضجة الموجودة، حيث يتسلق الماعز عالياً إلى أغصان شجرة الأرغان للوصول إلى ثمارها. يمكن أن يسبب الرعي الجائر تآكل التربة، ويؤثر على المناخ المحلي للغابة عن طريق تقليل الغطاء الأرضي والرطوبة السطحية وزيادة درجة الحرارة، كما يعيق تجديد الغابة على المدى الطويل.
قد يكمن أفضل أمل للحفاظ على الأشجار في التطور الأخير لسوق تصدير مزدهر لزيت الأركان كمنتج عالي القيمة. ومع ذلك، فإن الثروة التي جلبتها صادرات زيت الأركان خلقت أيضًا تهديدات لأشجار الأركان في شكل زيادة في أعداد الماعز. يستخدم السكان المحليون الثروة المكتشفة حديثًا لشراء المزيد من الماعز، ويعوق الماعز نمو أشجار الأركان عن طريق التسلق وأكل أوراقها وثمارها. يُذكر أن عرض الماعز المتسلق للأشجار يتم تنظيمه أو تزييفه في المناطق المشهورة بالسياح، حيث نادرًا ما يتسلق الماعز الأشجار دون تدخل بشري.
يُزرع الأركان أيضًا في منطقتي العربة والنقب في إسرائيل.

## المخاطر والتهديدات
تعرضت غابات الأركان على مر السنين لاستغلال مفرط وخطير سواء من طرف رعاة الماشية، أو منتجي حطب الوقود والفحم الخشبي.
حيث اتضح أن تأهيل هذه الشجرة في المغرب وحمايتها يستوجب تضافراً فعلياً وحقيقياً لجهود العديد من الجهات من ضمنها على سبيل المثال لا الحصر مراكز البحث العلمي في المغرب، وإدارة المياه والغابات المغربية، والتعاونيات النسوية لإنتاج زيت الأركان، ورجال الصناعة، وفي عام 1999 أصبحت غابة الأركان محمية طبيعية من قبل اليونسكو وتم حظر الاستغلال المفرط لزيت الأركان بشكل صارم، ويتم حمايتها حاليا من خلال ممارسات الحصاد المستدامة وجهود إعادة التحريج الجدية.

## زيت الأركان

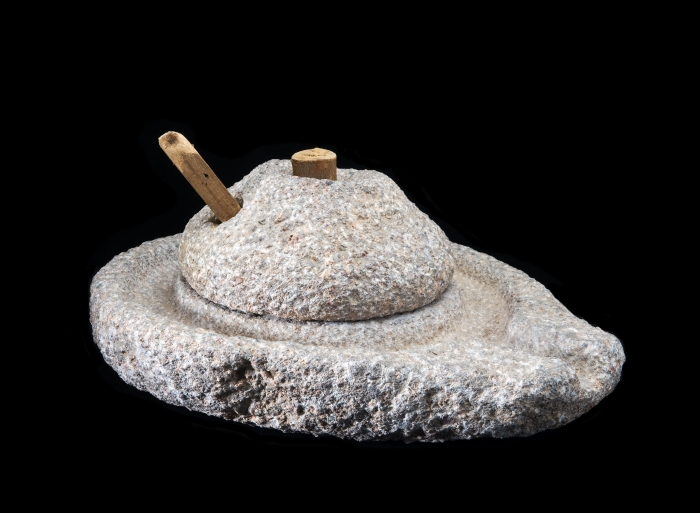
آلية عصر حبات أركان، المتحف الوطني للثقافات العالمية بهولندا.

يوجد نوعان من زيت الأركان: زيت خاص بالطعام وزيت خاص بالتجميل.

### زيت الطعام
فالأول الذي يستعمل عادة في تحضير الطعام والمكون الأساسي لأملو، لونه بني داكن ذو طعم قوي، وذلك راجع إلى تحميص لوز شجر الأركان قبل استخلاص الزيت منه.

### زيت التجميل
وأما الثاني فَلونُه أصفر ذهبي وذلك لاستخلاص الزيت من لوز شجر الأركان دون تحميص، يستعمل مرطباً للبشرة ويدخل مركباً مهماً في الصناعات التجميلية الراقية، ويُعدُّ أغلى قيمةً من النوع الأول لكثرة الطلب عليه.

## خصائص زيت التجميل

### الصنع والاستخدام
يتم تحضير هذا الزيت بطريقة العصر على البارد (وهي الطريقة المعتمدة لتحضير الدرجة التجميلية من زيت الأركان)، وطريقة العصر على البارد هي المثلى التي تحافظ على العناصر المغذية والفيتامينات في الزيت المعد للاستعمال التجميلي - يمكن تمييز هذا الزيت من لونه حيث يكون لونه أصفر ذهبي، وذو رائحة خفيفة مميزة. ويكون أغلى سعرا.
استخدمت الأمازيغيات هذا الزيت منذ القدم مرطباً للبشرة الجافة ومضاداً للـتجاعيد، وذلك لاحتوائه على الأحماض الدهنية الأساسية، الأوميغا-6، الأوميغا-9 ومضادات الأكسدة وجفاف البشرة، وفي مستحضرات التجميل يستعمل زيت الأركان كمضاد لـحب الشباب، مضاد للصدفية، مضاد لاحمرار الجلد.
بسبب احتوائه طبيعياً على مقدار عالي من فيتامين إي، والعديد من الأحماض الدهنية الأساسية فإنه يتمتع بخواص تجميلية وعلاجية عديدة، حيث يمكنك استعماله يومياً كعامل مرطب ومغذي للوجه أو الجسم أو كمضاد طبيعي للتجاعيد فهو يُمتص بسهولة ولا يترك أثراً، فهو مرطب للبشره وينعم الجلد ويطريه ويعالج الجفاف، والتشققات، والخشونة
- مفيد في تنظيف البشرة من آثار وندوب حب الشباب ويعطيها النعومة واللمعان.
- مفيد جدا في حالة الخطوط البيضاء والتشققات.
- مغذِّ للشعر وفروة الرأس ويقضي على القشرة كما يعطي الشعر لمعاناً وبريقاً وملمساً حريرياً.
- كما يفيد في الوقاية من خطوط الحمل على جلد البطن وعلاجها.
- يعيد النضارة والحيوية للـبشرة بشكل عام خلال عدة أيام فقط من الاستخدام.
- يحفز الوظائف الحيوية لخلايا الجلد.
- يرمم الحاجز الجلدي.
- يقاوم شيخوخة الجلد.
- يغذي الشعر، وينعمه ويحميه من التلف.
- يقوي الأظافر ويعيد الحيوية لها.
- يخفف من آثار حب الشباب وندوب الحروق والجروح.
- كما أنه آمن تماما للاستخدام على بشرة الأطفال.

## قائمة التراث الثقافي اللامادي
أدرجت شجرة أرغان والممارسات المتعلقة بها لاستخراج زيت أركان، ضمن لائحة التراث العالمي الإنساني اللامادي لليونسكو بعد دراسة الملف وتقييمه، تم المصادقة عليه بامتياز. وتم إدراجه تحت عنوان عادات وممارسات ودراية بشأن شجرة الأرغان في سنة 2005.

## اليوم العالمي لشجرة الأركان
اعتمدت الجمعية العامة للأمم المتحدة بنيويورك، بالإجماع، القرار الذي قُدم بمبادرة من المغرب، والذي يعلن العاشر من مايو من كل سنة، يوماً عالمياً لشجرة الأركان. وقد حظي هذا القرار الأممي بدعم واسع من قبل 113 دولة عضو في الأمم المتحدة، وهذا التاريخ مستوحى من دورة نضج ثمر هذه الشجرة.

## وصلات خارجية
- مقالة:شجرة «الأركان» في المغرب: غذاء وتجميل واقتصاد اجتماعي وتسويق عالمي
- مصطلح أركان في المعجم العالمي
- مستحضرات التجميل الطبيعية بزيت الأركان